# Carme Millà Tersol
Carme Millà Tersol (Barcelona, 25 de enero de 1911 - Barcelona, 1 de diciembre de 1999) fue una dibujante, diseñadora, publicista, cartelista y militante anarcosindicalista española.

## Biografía
Era hija de Isabel Tersol y del librero y tipógrafo Francesc Millà i Gàcio. Estudió en la Escuela Municipal Patronato Domènech de Villa de Gracia.
En 1930 participó en el concurso para el cartel del Club Femenino y de Deportes de Barcelona, pero no recibió ningún premio. Entre los años 1931 y 1934 se formó en los cursos de grabado artístico del Instituto Catalán de las Artes del Libro. Trabajó en la agencia de publicidad Valor y entre 1934 y 1936 realizó los dibujos para las cubiertas e interiores de la revista La Piel y sus industrias. También estuvo vinculada a La Neotípia, imprenta que su padre contribuyó a fundar.
Al producirse el golpe de estado del 18 de julio de 1936 fue una de las fundadoras de la Sección de Dibujantes, Pintores y Escultores del Sindicato Único de Profesiones Liberales de la Confederación Nacional del Trabajo (CNT), conocida como Dibujantes CNT, y fue nombrada vocal de la Secretaría. En julio de 1936 redactó los estatutos del Consejo de la Escuela Nueva Unificada (CENU) y diseñó su cartel Escuela Nueva, pueblo libre. Ella y su compañero, Ramon Saladrigas y Ballbé, representaron a la CNT en el comité permanente de Enlace con el Sindicato de Dibujantes Profesionales (SDP) de UGT. En mayo de 1937 fue nombrada profesora de arte de la Generalidad de Cataluña. En marzo de 1938 fue nombrada vicepresidenta de la junta «Dibujantes CNT».
A finales de la guerra civil española huyó hacia Francia con su compañero y embarcó en el barco Méxique, con el que el 27 de julio de 1939 llegó al puerto de Veracruz. Allí recibieron apoyo de la Junta de Auxilio a los Republicanos Españoles (JARE) y en 1941 hicieron una exposición en Veracruz con Pere Calders. Trabajó como ilustradora en México, formando parte del equipo de dibujante del Diccionario Enciclopédico de Editorial UTEHA, ilustrando00 libros, haciendo murales y decorando interiores.
Se separó de Ramon Saladrigas en 1959 y viajó a Barcelona para realizar una exposición en la Sala "Selecciones Jaimes". Tras regresar a México en 1960, regresó definitivamente a Barcelona en 1961. Trabajó en el sector de la publicidad hasta su muerte y una vez jubilada colaboró en las actividades culturales de la Unión Excursionista de Cataluñaa (UEC).

## Reconocimientos
En 2022 el Consorcio del Patrimonio de Sitges dedicó una exposición a las Artistas comprometidas con la República: 1931-1939, donde se mostraban diversas obras de Carme Millà. Se publicó un catálogo de la exposición.